# Alfred Costes
Pour les articles homonymes, voir Costes.
Alfred Costes, né à Saint-Juéry (Tarn) le 24 février 1888 et mort à Boulogne-Billancourt le 28 septembre 1959, est un ouvrier ajusteur chez Renault et cadre de la CGT métallurgie. Membre du Comité central du Parti communiste de 1925 à 1950. Il est député de la Seine de 1936 à 1940, puis de 1945 à 1955.

## Biographie

### Débuts dans la vie active
Né dans une famille d'ouvriers métallurgistes, Alfred Costes commence à travailler à l'âge de douze ans et demi chez Limouzy, un constructeur d'Albi en août 1900. Quatre ans plus tard, il vient à Paris et travaille à Levallois, dans les compteurs de taxis, puis à Pantin, chez Weyher & Richemond, dans les machines à vapeur. À son retour du service militaire en 1910, il trouve un emploi d'ajusteur chez Renault.
Mobilisé en 1914, il est nommé maréchal des logis artificier au 60e régiment d'artillerie en 1915. Il est décoré de la Croix de guerre. En 1917, il est rappelé et mobilisé en usine à Levallois où il devient contremaître. Dénoncé pour avoir aidé les ouvriers à former un comité de grève en 1919, il est renvoyé. Il adhère à l'Association républicaine des anciens combattants (ARAC).

### Parcours politique
Après le congrès de Strasbourg du Parti socialiste en février 1920, il demande son adhésion à la 17e section et reçoit sa carte du Parti communiste en janvier 1921.En septembre 1923, il devient secrétaire de la 17e section et est élu membre du comité fédéral de la Seine. En mars 1924, il devient secrétaire général de la Région parisienne du PC (Seine, Seine-et-Oise, Seine-et-Marne, Oise), en remplacement de Georges Marrane. Il assiste, alors, aux réunions du Bureau politique du PC, comme membre intérimaire.
En 1925, il est candidat aux élections municipales dans le quartier des Épinettes, à Paris. Il brigue également un mandat lors des élections cantonales, dans le 2e secteur de Noisy-le-Sec. Cette même année, lors du congrès de Clichy du PC, il est élu membre du Comité central du PC.
Entre les deux tours des élections législatives en 1928, il se prononce contre le front unique en direction des socialistes. Peu après, il se rend au VIe congrès mondial de l'Internationale communiste (IC), à Moscou.
Aux municipales de 1929, il est à nouveau candidat dans le quartier des Épinettes, puis en 1935 tête de liste à Boulogne-Billancourt, mais n'est pas élu. Il est également candidat lors des élections cantonales, dans la 2e circonscription de Boulogne.
Candidat malheureux aux élections législatives de 1932 dans la 8e circonscription de Saint-Denis (Boulogne-Billancourt), Alfred Costes est élu député en 1936. Membre du groupe ouvrier et paysan français, il est arrêté en octobre 1939, déchu de son mandat le 20 février 1940 et condamné le 3 avril par le 3e tribunal militaire de Paris à cinq ans de prison, 4 000 francs d'amende et cinq ans de privation de ses droits civiques et politiques pour être resté fidèle à la ligne du Parti communiste et avoir approuvé le pacte germano-soviétique. En décembre, il écrit au Maréchal Pétain pour lui demander d'être cité à comparaître devant la cour suprême en qualité de témoin à charge au procès, notamment, de Léon Blum. Déporté en Algérie en mars 1941, il est libéré en février 1943 par les alliés.
En 1944, Alfred Costes revient à Paris et retrouve son mandat de député. Le général de Gaulle l'avait nommé commandant d'aviation et chargé de réorganiser les camps d’aviation au sol et la métallurgie. Il fait partie des deux Assemblées constituantes de 1945 et 1946, et est élu aux élections législatives de 1946 et 1951. Élu conseiller municipal de Boulogne-Billancourt aux élections d'avril-mai 1945, il exerce ce mandat jusqu'en 1947.
Il n'est pas réélu au Comité central du Parti communiste en 1950. Victime d'une hémorragie cérébrale en 1955, il ne se représente pas lors des élections législatives de 1956.

### Militant syndical
Syndiqué à la CGTU depuis 1921, il est l'un des animateurs de la grève Renault en 1926. Au IVe congrès de la CGTU de 1927 à Bordeaux, il devient membre suppléant de la commission exécutive, nommé titulaire en 1929 au congrès de la CGTU à Paris. 
En mars 1930, il est élu membre du secrétariat de l'Union syndicale de la Métallurgie de la région parisienne (Voiture-Aviation et Maréchalerie). Puis, il devient un des secrétaires de la Fédération des Métaux CGTU. Il appartient également au Comité central du Secours ouvrier international (SOI). En 1931, le PC lui confie par priorité des responsabilités syndicales.
En 1932, il devient conseiller prud'homme de la Seine, dans la section Métaux. Durant ces années 1931 et 1932, il est, à nouveau, un des animateurs des grèves Renault et dans les usines Citroën en 1933.
En 1936, il est un des dirigeants de la Fédération des Métaux et est un des principaux animateurs de la grève des usines Renault. Il préside aussi la Fédération populaire des Sports aéronautiques. En 1937, il devient président d'honneur de l'Union sportive ouvrière Renault.
Alfred Costes est membre du bureau de la Fédération des métaux en 1939. En 1945, il est élu au secrétariat collectif de la Fédération de la Métallurgie et s'installe à Boulogne-Billancourt dont il est conseiller municipal.
En 1952, il  est élu président de la Fédération des travailleurs de la métallurgie CGT.
Victime d'une seconde attaque, Alfred Costes meurt fin septembre 1959. Son corps repose au nouveau cimetière de Boulogne-Billancourt, avenue Pierre-Grenier.

## Hommage
Un lycée professionnel de Bobigny porte son nom.